# Lipotriches meadewaldoi
Lipotriches meadewaldoi är en biart som först beskrevs av Brauns 1912.  Lipotriches meadewaldoi ingår i släktet Lipotriches och familjen vägbin. Inga underarter finns listade i Catalogue of Life.